# Emile Lecomte

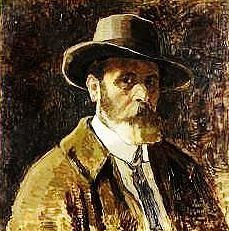
Zelfportret

Emile Lecomte ('s-Gravenbrakel, 1866 – Sint-Gillis, 1938) was een Belgisch kunstschilder. Hij werkte voornamelijk in de stijl van het impressionisme.

## Leven en werk
Lecomte studeerde aan de Academie van Brussel. Hij was een leerling van Richard Viandier, van wie hij het pleinairisme en een landelijke-impressionistische stijl overnam, en wordt wel gerekend tot de School van Tervuren. Hij was ook actief in Genk, dat vanaf 1840 uitgroeide tot een kunstenaarsoord. Hij was bevriend met Armand Maclot en er zijn verschillende werken van hem gekend die in Genk en de Limburgse Kempen ontstaan zijn.
Lecomte volgde ook lessen aan de academie van Sint-Gillis. Hij schilderde vooral landschappen, tuinen en parken, in een krachtige, spontane stijl, in een kleurig palet, met veel aandacht voor lichteffecten. Ook schilderde hij interieurs, stillevens, figuren en bloemen, soms ook in een meer realistische stijl.
Lecomte was lange tijd directeur van het kunsttijdschrift ‘La Nervie’ en was lid van de Brusselse Cercle Artistique et Littéraire. Hij overleed in 1938.

## Galerij

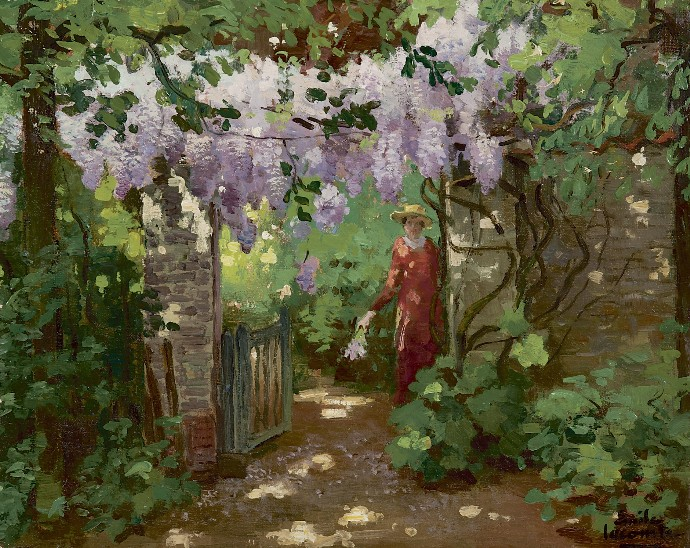
In de tuin
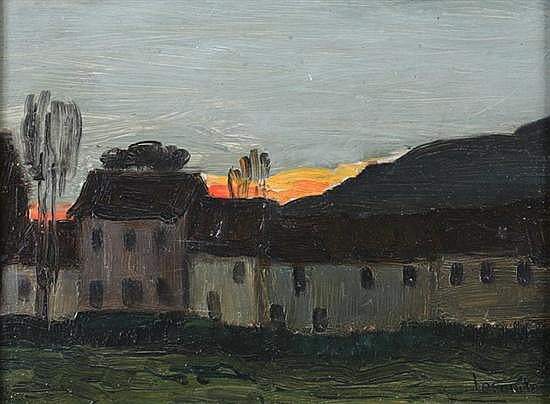
Dorp bij zonsondergang